# Алискерово (метеорит)
Алиске́рово — железный метеорит весом 58400 г, по форме октаэдрит. Найден в долине ручья Свеча 10 июля 1977 года во время промывки золотоносного песка на прииске имени Алискерова на Чукотке в Билибинском районе Чукотского автономного округа. Метеорит нашёл рабочий Чередниченко А. Я. во время работы на гидромониторе.
...работая на гидромониторе, я обнаружил в вашгерде промывочной установки тяжелый металлический предмет. Моментально приостановил работу, собрал товарищей по смене для выяснения происхождения, находки. Были суждения всякие: это какая-то ерунда, не стоит заострять внимания, нечего с ней возиться, заниматься головоломкой, лучше выбросить и продолжать работу и т. д. Но большинство решили не выбрасывать, а вызвать главного геолога В. Н. Хакимова и с его помощью разобраться, что к чемуЧередниченко А. Я.
В дальнейшем метеорит передали в Магадан в геологический музей Дальневосточного отделения Академии наук, а потом часть его (25,7 кг) — в коллекцию КМЕТ. Метеорит по форме напоминает веретено, его размеры 44 × 26 × 11 см, на поверхности хорошо видна кора плавления и регмаглипты. Учитывая морфологию места находки, магаданские геологи считают, что метеорит упал на Землю несколько тысяч лет назад.